# Дубово (Тутин)
Дубово је насеље у Србији у општини Тутин у Рашком округу. Према попису из 2022. било је 1251 становника.

## Демографија
У насељу Дубово живи 1250 пунолетни становник, а просечна старост становништва износи 29,0 година (28,4 код мушкараца и 29,6 код жена). У насељу има 230 домаћинстава, а просечан број чланова по домаћинству је 5,45.
Ово насеље је великим делом насељено Бошњацима (према попису из 2012. године), а у последња три пописа, примећен је пораст у броју становника.
|  |

| Демографија | Демографија | Демографија |
| Година      | Становника  | Становника  |
| ----------- | ----------- | ----------- |
| 1948.       | 266         |             |
| 1953.       | 286         |             |
| 1961.       | 333         |             |
| 1971.       | 316         |             |
| 1981.       | 597         |             |
| 1991.       | 845         | 828         |
| 2002.       | 916         | 1.068       |

| Етнички састав према попису из 2002.‍ | Етнички састав према попису из 2002.‍ | Етнички састав према попису из 2002.‍ | Етнички састав према попису из 2002.‍ | Етнички састав према попису из 2002.‍ |
| ------------------------------------ | ------------------------------------ | ------------------------------------ | ------------------------------------ | ------------------------------------ |
|                                      |                                      |                                      |                                      |                                      |
| Бошњаци                              | Бошњаци                              |                                      | 894                                  | 97,59%                               |
| Муслимани                            | Муслимани                            |                                      | 10                                   | 1,09%                                |
| Југословени                          | Југословени                          |                                      | 4                                    | 0,43%                                |
| непознато                            | непознато                            |                                      | 8                                    | 0,87%                                |

| Година пописа     | 1948. | 1953. | 1961. | 1971. | 1981. | 1991. | 2002. |
| ----------------- | ----- | ----- | ----- | ----- | ----- | ----- | ----- |
| Број домаћинстава | 36    | 36    | 51    | 51    | 104   | 139   | 168   |

| Број чланова      | 1 | 2 | 3 | 4  | 5  | 6  | 7  | 8 | 9  | 10 и више | Просек |
| ----------------- | - | - | - | -- | -- | -- | -- | - | -- | --------- | ------ |
| Број домаћинстава | 7 | 8 | 9 | 25 | 47 | 27 | 20 | 9 | 11 | 5         | 5,45   |

| Пол    | Укупно | Неожењен/Неудата | Ожењен/Удата | Удовац/Удовица | Разведен/Разведена | Непознато |
| ------ | ------ | ---------------- | ------------ | -------------- | ------------------ | --------- |
| Мушки  | 296    | 101              | 184          | 10             | 0                  | 1         |
| Женски | 343    | 112              | 200          | 27             | 4                  | 0         |
| УКУПНО | 639    | 213              | 384          | 37             | 4                  | 1         |

| Пол    | Укупно                    | Пољопривреда, лов и шумарство | Рибарство                            | Вађење руде и камена | Прерађивачка индустрија       |
| ------ | ------------------------- | ----------------------------- | ------------------------------------ | -------------------- | ----------------------------- |
| Мушки  | 77                        | 5                             | 0                                    | 1                    | 19                            |
| Женски | 15                        | 4                             | 0                                    | 0                    | 1                             |
| УКУПНО | 92                        | 9                             | 0                                    | 1                    | 20                            |
| Пол    | Производња и снабдевање   | Грађевинарство                | Трговина                             | Хотели и ресторани   | Саобраћај, складиштење и везе |
| Мушки  | 3                         | 12                            | 10                                   | 1                    | 15                            |
| Женски | 0                         | 0                             | 2                                    | 0                    | 0                             |
| УКУПНО | 3                         | 12                            | 12                                   | 1                    | 15                            |
| Пол    | Финансијско посредовање   | Некретнине                    | Државна управа и одбрана             | Образовање           | Здравствени и социјални рад   |
| Мушки  | 0                         | 0                             | 0                                    | 4                    | 1                             |
| Женски | 0                         | 1                             | 0                                    | 3                    | 1                             |
| УКУПНО | 0                         | 1                             | 0                                    | 7                    | 2                             |
| Пол    | Остале услужне активности | Приватна домаћинства          | Екстериторијалне организације и тела | Непознато            | Непознато                     |
| Мушки  | 0                         | 0                             | 0                                    | 6                    | 6                             |
| Женски | 0                         | 0                             | 0                                    | 3                    | 3                             |
| УКУПНО | 0                         | 0                             | 0                                    | 9                    | 9                             |